# Il faut tuer Birgitt Haas
Pour plus de détails, voir Fiche technique et Distribution.
Il faut tuer Birgitt Haas est un film d'espionnage ouest-germano-français réalisé par Laurent Heynemann et sorti en 1981.

## Synopsis
Athanase, chef d'un groupe de contre-espionnage ultra secret, « Le Hangar », se voit confier la mission d'exécuter Birgitt Haas, une ex-terroriste allemande. Un nouveau-venu dans le groupe, Colonna, suggère de camoufler l'exécution en crime passionnel en jetant dans les bras de Birgitt un individu qui portera le chapeau une fois le meurtre accompli.
Colonna suggère pour ce rôle Bauman, chômeur délaissé par sa femme et sans grande personnalité, qui se trouve être le mari de sa maîtresse. Athanase accepte l'opération mais exige que Bauman s'en tire. Arrivé à Munich, Bauman rencontre Birgitt, tombe amoureux d'elle et fait le projet de l'emmener. 
Le groupe d'Athanase décide d'agir rapidement pour exécuter Birgitt, mais Bauman s'interpose et Colonna est blessé à mort par la terroriste qui est arrêtée.

## Fiche technique
- Titre : Il faut tuer Birgitt Haas
- Réalisation : Laurent Heynemann
- Scénario et dialogues : Laurent Heynemann, Pierre Fabre et Caroline Huppert, d'après le roman de Guy Teisseire L'histoire de Birgit Haas[1]
- Photographie : Jean-François Gondre
- Décors : Jean-Baptiste Poirot
- Montage : Armand Psenny, Jacques Comets
- Musique : Philippe Sarde
- Son : Pierre Gamet
- Assistants réalisateur : Daniel Wuhrmann et Frédérique Noiret
- Production : Zenith Productions - Films A2
- Producteur délégué: Yves Gasser
- Producteur associé : Jean-Yves Breton
- Directeur de production et producteur exécutif : Daniel Messère
- Directeur de production (Munich) : Gerhard Stahl
- Distribution : SN Prodis
- Année : 1981
- Pays de production :  France -  Allemagne de l'Ouest
- Genre : Drame
- Pellicule 35 mm, couleur Fujicolor
- Durée : 105 minutes
- Date de sortie : France - 2 septembre 1981

## Distribution
- Philippe Noiret : Athanase
- Jean Rochefort : Charles-Philippe Bauman
- Lisa Kreuzer : Monica / Birgitt Hass
- Bernard Le Coq : Colonna
- Monique Chaumette : Laura
- Roland Blanche : Othenin
- André Wilms : Volker
- Maurice Teynac : Chamrode
- Michel Beaune : Delaunay
- Jacques Poitrenaud : Le patron du bistrot
- Lucienne Hamon : Claire, la femme d'Athanase
- Victor Garrivier : Nader
- Michèle Grellier : Madeleine Bauman
- Charlotte Maury-Sentier : l'employée de l'ANPE (créditée Charlotte Maury)
- Christian Bouillette : Grégoire
- Stephan Meldegg : Steinhoff
- Peter Chatel : Betz
- Dagmar Deisen : Gisella
- Axel Ganz : Weidman
- Louba Guertchikoff : la mère de Bauman
- Vitus Zeplichal : le père dominicain
- Pierre Lary

## Autour du film
- Nouvelle confrontation entre Philippe Noiret et Jean Rochefort, qui ont joué ensemble dans Le Capitaine Fracasse, La Porteuse de pain, L'Horloger de Saint-Paul, Que la fête commence et La Grande cuisine.